# Podrinje
Podrinje (serb. Подриње) – kraina geograficzna w Bośni i Hercegowinie oraz Serbii.

## Opis
Rozciąga się w zachodniej Serbii i wschodniej Bośni i Hercegowinie, wzdłuż rzeki Driny. W pobliżu Bajiny Bašty, Višegradu i Zvornika na Drinie wzniesiono elektrownie wodne oraz sztuczne zbiorniki wodne (Perućačko jezero, Višegradsko jezero i Zvorničko jezero).
Główne miasta regionu to: Bajina Bašta, Ljubovija, Loznica i Zvornik.
Podrinje posiada bogate złoża antymonu, cynku, miedzi i ołowiu.